# Sampsa Timoska
Sampsa Timoska (Kokemäki, 12 febbraio 1979) è un ex calciatore finlandese, di ruolo difensore.

## Carriera

### Club
Timoska ha iniziato la carriera del TPV, per passare poi al MyPa. Trasferitosi poi agli inglesi dei Queens Park Rangers, ha fatto ritorno al MyPa nel 2008. Nel 2012 è stato ingaggiato dall'Ekenäs.

### Nazionale
Ha rappresentato la Finlandia in 2 occasioni.